# Леруж, Гюстав
Гюстав Леруж (фр. Gustave Le Rouge; 22 июля 1867, Валонь — 24 февраля 1938, Париж) — французский писатель, поэт и журналист. Отличаясь исключительной разносторонностью, работал во множестве различных жанров. Наиболее известен как автор фантастических романов, продолжающих традиции Жюля Верна.

## Биография и творчество
Родился в 1867 году в Валони. Его родителями были Гюстав Бернарден Андре Леруж, маляр, и Софи Руксель. Учился в коллеже в Валони, затем в Шербуре. Собирался поступать в военно-морское училище, однако в итоге принял решение изучать право. В 1889 году окончил университет в Кане. Окончив университет, отправился в Париж, где сблизился с богемной средой. Пробовал себя в различных профессиях: журналист, певец, актёр, секретарь в цирке. В 1889 году опубликовал за собственный счёт сборник стихотворений «Торговец облаками» («Le marchand des nuages»). Свой первый роман «Заговор миллиардеров» («La conspiration des milliardaires», 1900) написал в соавторстве с Гюставом Гюиттоном.
В 1890-х годах Леруж познакомился и сблизился с Полем Верленом. Верлен посвятил ему один из своих поздних сонетов. Леруж, в свою очередь, написал о нём книгу «Последние дни Поля Верлена» («Les derniers jours de Paul Verlaine», 1911) и мемуары «Верленовцы и декаденты» («Verlainiens et décadents», 1928).

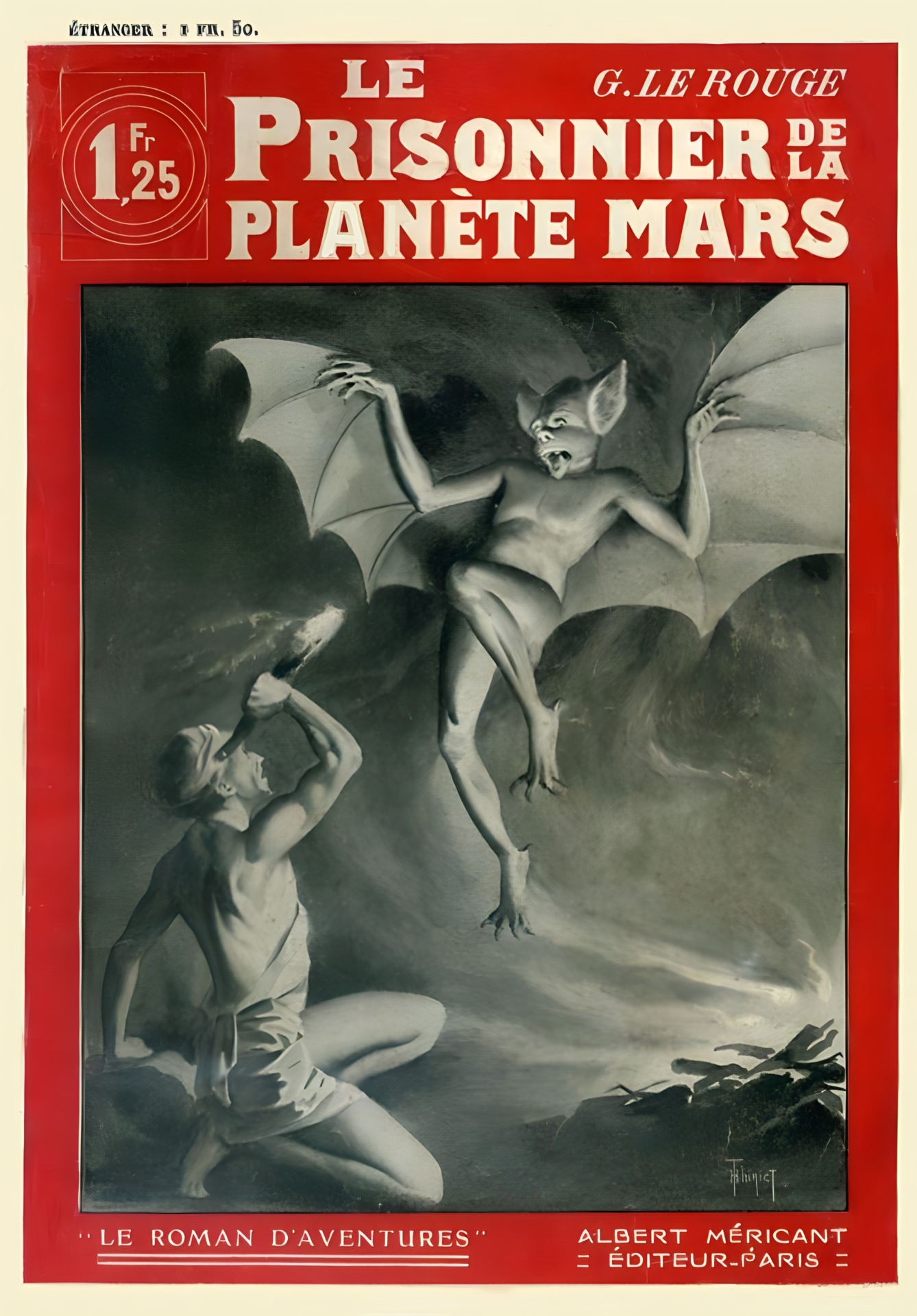
Обложка романа «Пленник планеты Марс». 1908

В начале 1900-х годов Леруж дважды побывал в Тунисе. Он много писал, в основном «массовую» литературу: приключенческие романы («La Princesse des airs», 1902), сентиментальные истории («Le Secret de la châtelaine», 1911), детективы («Le Fantôme de la danseuse», 1914), шпионские романы («L’espionne de la marine», 1917) и т. п. Однако наибольшую известность он получил как наследник традиций Жюля Верна и предшественник научной фантастики. В этом жанре написаны такие романы, как «Пленник Марса» («Le Prisonnier de la planète Mars», 1908) и «Война вампиров» («La Guerre des vampires», 1909), составляющие единую «марсианскую сагу», и пр. Наибольшую известность получил роман «Таинственный доктор Корнелиус» («Le Mystérieux Docteur Cornélius», 1912—1913). Ещё при жизни писателя он был переведён на 32 языка.
В годы Первой мировой войны Леруж был военным корреспондентом. После войны он познакомился и сблизился с Блезом Сандраром, который впоследствии высоко отзывался о его творчестве. В 1924 году Сандрар опубликовал литературную мистификацию: поэтический сборник «Кодак», составленный из фрагментов романа Леружа «Таинственный доктор Корнелиус» и получивший положительные отзывы критики. Впоследствии, из-за претензий со стороны компании «Кодак», Сандрар был вынужден дать произведению другое название — «Documentaires». Выбор исходного «материала» объяснялся тем, что главное действующее лицо романа Леружа, доктор Корнелиус, — хирург, способный менять внешность людей и выдавать их за кого-то иного. Такую же «операцию», с помощью нарезки ножницами и последующего коллажа, проделал и Сандрар, выдав прозу Леружа за собственные стихи. Впоследствии Сандрар объяснял, что, идя на подобную «неделикатность» и рискуя потерять расположение Леружа, он всё же решился на это, дабы доказать другу, что тот — истинный поэт: ведь это его текст.
Начиная с 1923 года Леруж публиковал серию рассказов в стиле «американского детектива», главным персонажем которых был Тодд Марвел, «детектив-миллиардер». Круг его интересов и затрагиваемых им тем был чрезвычайно широк: наука, технологии, оккультизм, высокая кухня, психология, социология, кинематограф и пр. В общей сложности он опубликовал более 300 произведений в самых разнообразных жанрах, включая биографии, поваренные книги, сборники советов по домоводству и садоводству, пособия по толкованию снов и т. п. Несмотря на такую эклектичность, Леруж обладал поистине широкой эрудицией и пользовался признанием среди современников, отмечавших его исключительную начитанность. Так, его прозу высоко ценили сюрреалисты; влияние Леружа прослеживается в творчестве Гастона Леру и в цикле романов о Фантомасе Марселя Аллена и Пьера Сувестра.
На несколько десятилетий забытая, проза Леружа вновь начала переиздаваться в 1970-х — 1980-х годах. За пределами Франции его творчество известно мало. На русский язык переведена его фантастическая «марсианская» дилогия, изданная в 1993 году под заглавием «Война вампиров».